# Vladislav Pozdniakov
Vladislav Viacheslávovich Pozdniakov –en ruso, Владислав Вячеславович Поздняков– (28 de enero de 1999) es un deportista ruso que compite en esgrima, especialista en la modalidad de sable. Ganó una medalla de oro en el Campeonato Europeo de Esgrima de 2017, en la prueba por equipos.

## Palmarés internacional
| Campeonato Europeo | Campeonato Europeo | Campeonato Europeo | Campeonato Europeo |
| Año                | Lugar              | Medalla            | Prueba             |
| ------------------ | ------------------ | ------------------ | ------------------ |
| 2017               | Tiflis (Georgia)   | Medalla de oro     | Sable por equipos  |